# Quartetto Hagen

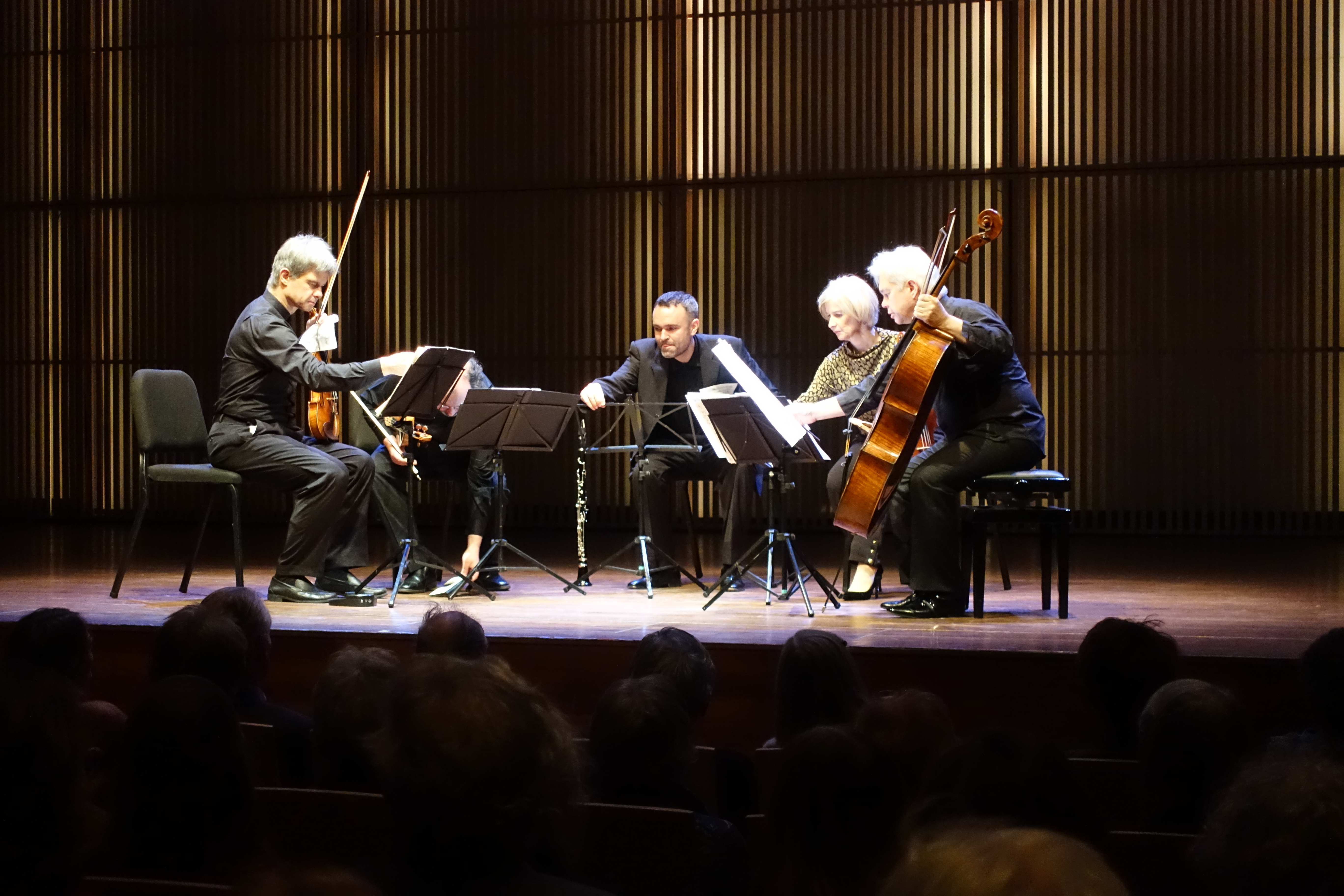

Il  Quartetto Hagen è un quartetto d'archi austriaco. Fondato a Salisburgo nel 1981 dai quattro fratelli Hagen, Lukas, Angelika, Veronika e Clemens, era originariamente composto da due uomini e due donne, rispettivamente Lukas e Clemens violino primo e violoncello, mentre Angelika e Veronika violino secondo e viola.
Angelika Hagen, il secondo violino, dopo neanche un anno e mezzo di permanenza venne presto sostituita da Annette Bik, che a sua volta, uscirà dal quartetto nel 1987 subentrandole il violinista Rainer Schmidt il quale rimarrà definitivamente. 

## Formazione e carriera
I fratelli Hagen hanno studiato al Mozarteum di Salisburgo. Veronika e Lucas sono stati allievi di Helmut Zehetmair, mentre Clemens ha studiato con Wilfried Tachezi. La formazione di Schmidt si è invece svolta in Germania, Canada e negli Stati Uniti, dove ha studiato con Walter Levin e Dorothy DeLay e si è diplomato presso il conservatorio  di Cincinnati.
Il quartetto ha collaborato e collabora tuttora con musicisti di primo piano a livello internazionale, quali Maurizio Pollini, Nikolaus Harnoncourt, György Kurtág, Mitsuko Uchida, Krystian Zimerman, Heinrich Schiff e Jörg Widmann. Importante è anche il legame del quartetto con Gidon Kremer, che li ha spesso coinvolti nei suoi progetti di musica da camera, come il festival di musica da camera di Lockenhaus.
Il Quartetto Hagen ha eseguito tournée in Europa, Stati Uniti, Asia, Australia e Sudamerica, partecipando regolarmente a festival e competizioni di altissimo livello. Nel 1984 il Quartetto Hagen ha debuttato al Festival di Salisburgo, loro città natale. Da allora in poi hanno partecipato regolarmente al festival e alla settimana mozartiana. Nel 1988 il quartetto ha eseguito il suo primo tour mondiale. Nel 2002 il quartetto ha partecipato come ospite straordinario al Concerto di Capodanno di Vienna dei Wiener Philharmoniker, seguito da oltre ottocento milioni di telespettatori in tutto il mondo.
Il repertorio del Quartetto Hagen spazia dal repertorio classico e romantico a compositori moderni e contemporanei, come György Kurtág e György Ligeti, dei quali ha tenuto prime esecuzioni.
Dei membri del quartetto, i tre fratelli Hagen, Veronika, Lukas e Clemens sono docenti presso il Mozarteum di Salisburgo. Rainer Schmidt insegna violino e musica da camera presso il Conservatorio di Basilea.
Lukas Hagen suona lo Stradivari Rawark, costruito a Cremona nel 1724, mentre Veronika Hagen suona una viola Maggini realizzata a Brescia tra il 1600 e il 1620. Entrambi gli strumenti sono proprietà della Österreichische Nationalbank. Clemens Hagen suona un violoncello Stradivari del 1698.

## Premi e riconoscimenti
Nel 1981 il Quartetto Hagen acquisisce notorietà con la partecipazione al festival di musica da camera di Lockenhaus, vincendo il premio della giuria e del pubblico. L'anno seguente ha ottenuto il primo premio alla International String Quartet Competition di Portsmouth, seguita da un concerto alla Wigmore Hall di Londra. Negli anni seguenti il quartetto ha vinto i premi Henryk Szeryng Prize e Christa Richter-Steiner Prize. Per le loro registrazioni ha ottenuto due volte il Grand Prix du Disque. Nel 1996 il Quartetto Hagen ha ottenuto il premio dell'Accademia Musicale Chigiana.